# Hallucinogen (альбом)
Hallucinogen — тринадцатый студийный альбом французской блэк-метал-группы Blut Aus Nord, выпущенный 20 сентября 2019 года на лейбле Debemur Morti Productions.

## История создания
13 августа 2019 года группа анонсировала выход своего нового студийного альбома. 16 сентября 2019 года вышел сингл «Nomos Nebuleam». Элис Паттилло из Metal Hammer описала трек как «калейдоскопическое путешествие через традиционные для блэк-метала тремоло и тритоны, жуткий хоровой вокал и бласт-биты в глубоко атмосферный, кислотный риффинг».
Первоначально альбом должен был выйти 11 октября, но из-за того, что его слили в сеть, группе пришлось выпустить его на несколько недель раньше. По словам Виндсвала, основателя, гитариста и вокалиста Blut Aus Nord, Hallucinogen — это новая глава в истории группы, и они не заинтересованы в том, чтобы повторяться: «Hallucinogen знаменует собой новый этап в нашем процессе вечного возрождения. Музыка — это увлекательный поиск без конца… и было бы бесполезно выражать один и тот же спектр эмоций, бесполезно застывать в одной и той же эстетике, одной и той же энергии, бесполезно сочинять и выпускать одно и то же снова и снова…».
Альбом был записан и сведён в Earthsound Studio, а мастеринг был выполнен Бруно Вареа в Upload Studio. Оформление создал Ден Сора.

## Отзывы критиков
| Оценки критиков | Оценки критиков |
| Источник        | Оценка          |
| --------------- | --------------- |
| AllMusic        | [ 6 ]           |
| Blabbermouth    | [ 7 ]           |
| Metal Storm     | без оценки      |
| Sputnikmusic    | [ 8 ]           |

Альбом получил крайне положительные оценки от критиков. Рецензент Metal Storm пишет, что вместо «скрежещущей, механической и апокалиптической атмосферы, которую слушатели привыкли ожидать от группы после их последних релизов», Hallucinogen, напротив, довольно яркий и бодрящий, с энергичными среднетемповыми риффами, украшенными хоровыми вставками и общим гармоничным чувством. По словам Тома Юрека из AllMusic, альбом «синтезирует предыдущие эпохи в истории группы, прокладывая новый путь в экстремальной музыке». Джей Х. Гораниа из Blabbermouth оценил альбом в 8 баллов из 10 и написал: «Blut Aus Nord отказались от своего фирменного индустриального наплыва, который присутствовал в их предыдущей работе, чтобы освободить место для чрезвычайно мелодичного приключения». В рецензии на сайте Sputnikmusic Роберт Гарленд написал, что Hallucinogen — «отличный альбом, полный хороших идей и хорошо реализованной психоделической атмосферы».
Hallucinogen стал лучшим мелодик-блэк-метал-альбомом 2019 года по версии сайта Metal Storm.

## Список композиций
| №                   | Название            | Длительность |
| ------------------- | ------------------- | ------------ |
| 1.                  | «Nomos Nebuleam»    | 8:28         |
| 2.                  | «Nebeleste»         | 6:19         |
| 3.                  | «Sybelius»          | 6:27         |
| 4.                  | «Anthosmos»         | 7:20         |
| 5.                  | «Mahagma»           | 6:21         |
| 6.                  | «Haallucinählia»    | 6:51         |
| 7.                  | «Cosma Procyiris»   | 7:10         |
| Общая длительность: | Общая длительность: | 48:56        |

## Участники записи
- Vindsval — гитара, вокал
- W.D. Feld — клавишные
- GhÖst — бас
- Thorns — ударные